# Le Fil de l'horizon
Pour plus de détails, voir Fiche technique et Distribution.
Le Fil de l'horizon (titre portugais : O Fio do Horizonte) est un film franco-hispano-germano-portugais réalisé par Fernando Lopes, sorti en 1993.

## Synopsis
Spino, employé à la morgue de Lisbonne, se retrouve confronté à un cadavre amené en pleine nuit et qui lui ressemble.

## Fiche technique
- Titre portugais : O Fio do Horizonte
- Réalisation : Fernando Lopes
- Scénario : Christopher Frank, Jean Nachbaur d'après un roman de Antonio Tabucchi
- Photographie : Javier Aguirresarobe
- Montage : Jacques Witta
- Musique : Zbigniew Preisner
- Sociétés de production : C.T.N. Productions, Caméras Continentales, Canal+, Channel Four Films, Companhia de Filmes do Principe Real, TiMe Medienvertriebs
- Sociétés de distribution : K Films (France)
- Lieu de tournage : Lisbonne
- Genre : drame, thriller
- Durée : 91 minutes (1 h 31)
- Dates de sortie: 
  - France : 24 novembre 1993
  - Portugal : 4 mars 1994

## Distribution
- Claude Brasseur : Spino
- Andréa Ferréol : Francesca
- Ana Padrão : la prostituée
- Antonio Valero : Álvaro
- Miguel Guilherme : Fausto
- Nicolau Breyner